# Dimitri Petrowitsch Severin

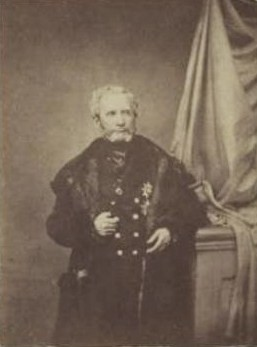
Dimitri Petrowitsch Severin

Dimitri Petrowitsch Severin (russisch Дмитрий Петрович Северин; transkribiert Dmitri Petrowitsch Sewerin; im Deutschen historisch Dimitri(j) Petrowitsch (von) Severin; * 1792 in Sankt Petersburg; † 26. Februar 1865 in München) war ein russischer Diplomat.

## Leben
Dimitri Severin war der Sohn des russischen Generalmajors, Zivilgouverneurs von Witebsk und Senators Peter Iwanowitsch Severin (1761–1830) und der Anna Bragin. Er wuchs im Haus der Baronesse Anna Nikolajewna Stroganow auf und wurde auf dem Jesuitenkolleg, das er gemeinsam mit Prinz Pjotr Andrejewitsch Wjasemski besuchte, ausgebildet.
Severin trat in die Armee ein und wurde 1812 Kosakenoffizier.
Er war Mitglied der Arsamas und führte dort den Spitznamen verspielte Katze. Er war in seinem Freundeskreis, dem neben Prinz Wjasemski auch Wassili Andrejewitsch Schukowski, Dmitri Wassiljewitsch Daschkow und Graf Dmitri Nikolajewitsch Bludow angehörten, für seine kleinen, improvisierten und witzigen Gedichte berüchtigt.
Bereits ab 1813 beschritt er die Diplomatenlaufbahn, wobei er zunächst der russischen Gesandtschaft in Spanien angehörte, 1815 jedoch zur Legation nach Paris wechselte. Severin diente sowohl unter Karl Robert von Nesselrode als auch unter Ioannis Kapodistrias und wurde von beiden ausgezeichnet. Er nahm am Aachener Kongress, dem Troppauer Fürstenkongress, dem Laibacher Kongress und dem Veroneser Kongress teil. Bei der Thronbesteigung des Kaisers Nikolaus I. erhielt er interimistisch das Portefeuille des Auswärtigen. Severin avancierte 1827 zum Wirklichen Geheimen Rat und wurde russischer Gesandter in der Schweiz. Von 16. März 1837 bis 26. Juli 1863 war er russischer Gesandter im Königreich Bayern mit Residenz in München, in der Theatinerstraße 11.
Von besonderer Tragweite gelangte ein 1846 in der Augsburger Allgemeinen Zeitung veröffentlichter Artikel, der den Einfluss Russlands auf Europa als „verderblich“, die Russen als „von der Civilisation mehr verweichlicht als aufgeklärt“ und das Auftreten des Zaren Nikolaus I. als wenig beeindruckend bezeichnete. Als Reaktion beschwerte sich der russische Gesandte im Namen seiner Regierung über den Artikel und forderte die Absetzung des Zensors, welches Amt seit 1843 August Lufft bekleidete, der zugleich Regierungsrat und Stadtkommissar von Augsburg war. Noch bevor der bayerische Außenminister Friedrich August von Gise dem russischen Gesandten seine Anordnungen zur Ausräumung der Beschwerde mitteilen konnte, hatte sich Severin mit dem österreichischen Gesandten Graf Ludwig Senfft und dem preußischen Gesandten Graf Albrecht Bernstorff besprochen. Severin drohte im Gespräch mit diesen sogar mit dem Abbruch der diplomatischen Beziehungen zwischen Russland und Bayern. Graf Bernstorff regte beim bayerischen Außenminister neben der Absetzung des Zensors sogar eine Verschärfung der Zensur in ausländischen Angelegenheiten an. Schließlich trat Regierungsrat Ludwig Ploner an die Stelle Luffts als Zensor und bald darauf musste auf Severins Druck hin der Regierungsrat Lufft ganz aus Augsburg entfernt werden. Allerdings wurde er nicht strafversetzt, sondern zum Regierungsdirektor der Pfalz befördert. Der Verfasser des die diplomatischen Unruhen auslösenden Zeitungsartikels blieb jedoch unbekannt.
Während seine Angehörigkeit zum Adelstand nicht nur auf Grund der Rangtabelle, sondern auch wegen des erblichen Adels seines Vaters unstrittig ist, blieben seine Nennungen als Baron oder Graf ohne Nachweis einer dahingehenden Nobilitierung. Allerdings wurde seine Witwe Sophie, noch 1874 in München in der Königinstraße 10 wohnend, im Adreßbuch für München als Freifrau v. Sewerin genannt. Weiterhin führte Severin den Titel eines Kammerherrn sowie auch die Bezeichnung Ritter und bevollmächtigter Minister.
Severin war 1818 in erster Ehe mit Helena Skarlatowna Stourdza (1794–1818), einer Schwester des russischen Journalisten und Diplomaten Alexander Stourdza (1791–1854) und Cousine des moldauischen Fürsten Michael Stourdza vermählt. Eine zweite Ehe ging er 1825 mit Sophia Feodorowna von Moltke (1797–1882), Schwester des russischen Gesandten in Karlsruhe Paul Friedrich von Moltke, Hofdame der Großfürstin Elena Pawlowna und Cousine des Generalfeldmarschalls Helmuth von Moltke ein. Seit 1836 war er in München mit Apollonius von Maltitz eng befreundet.

## Auszeichnungen und Ehrungen
- 1838: Großkreuz des Civilverdienstordens der bayerischen Krone
- 1838: Kaiserlich-Königlicher Orden vom Weißen Adler[16]
- 1857: Großkreuz des Ordens vom Zähringer Löwen in Brillanten
- 1858: Ehrenmitglied der Russischen Akademie der Wissenschaften in St. Petersburg[17]